# Richard Tsang
Richard Tsang (* 1952 in Hongkong) ist ein chinesischer Komponist, Dirigent und Musikproduzent. Er war Vorsitzender der Hong Kong Composers’ Guild, Vizepräsident der Asian Composers League und Präsident der International Society for Contemporary Music.

## Leben
Tsang studierte bis 1976 Musik an der Chinesischen Universität Hongkong und bis 1978 an der University of Hull. Von 1979 bis 1983 lehrte er am Konservatorium in Hongkong. Von 1983 bis 1993 war er Vorsitzender der Hong Kong Composers’ Guild. Von 1984 bis 1986 unterrichtete er an der Chinesischen Universität. Von 1984 bis 1994 war er Musikberater des Stadtrates von Hongkong. Von 1985 bis 1988 war er Vorsitzender des Organisationskomitees der Weltmusiktage in Hongkong. Von 1985 bis 1993 war er Berater des Hong Kong Chinese Orchestra. Von 1986 bis 1988 war er im Direktorium des Hong Kong Arts Centre und von 1986 bis 1990 der Hong Kong Philharmonic Society. Von 1986 bis 1994 war er Vorsitzender von RTHK Radio 4 und gleichzeitig im Direktorium der Composers and Authors Society of Hong Kong. 1990 gründete er die Hong Kong Sinfonietta. Von 1990 bis 1996 war er Vizepräsident der Internationalen Gesellschaft für Neue Musik (ISCM) und von 1990 bis 1991 stellvertretender Vorsitzender der Asian Composers League. 1991 stand er dem Mozart-Wettbewerb in Hongkong vor. 1992 gründete er die Musicarama in Hongkong. Von 1996 bis 1997 war er Produzent von Classic FM im Vereinigten Königreich. 1999 erwarb er einen Ph.D. von der University of York. 2002 organisierte er die ISCM World Music Days 2002 in Hongkong. Von 2002 bis 2008 wirkte er als Präsident der ISCM. Von 2003 bis 2009 lehrte er an der Kingston University. Von 2006 bis 2008 war er Fellow für Komposition an der Hong Kong Academy for Performing Arts. Seit 2009 ist er Professor am Hong Kong Institute of Education.

## Auszeichnungen
- 1988: Outstanding Young Person of the Year
- 1990: Anglo-Hong Kong Trust Composer Award
- 1990: Composer of the Year Award
- 1993: Asian Cultural Council Visiting Scholar
- 2000: 20th Century Chinese Classics
- 2002: CASH Gold Sail Award